# Dimocarpus gardneri
Dimocarpus gardneri là một loài thực vật có hoa trong họ Bồ hòn. Loài này được (Thwaites) Leenh. mô tả khoa học đầu tiên năm 1971.